# Beţāher Kolā
Beţāher Kolā (persiska: بطاهر كلا) är en ort i Iran.   Den ligger i provinsen Mazandaran, i den norra delen av landet, 50 km nordost om huvudstaden Teheran. Beţāher Kolā ligger 2 603 meter över havet och antalet invånare är 102.
Terrängen runt Beţāher Kolā är bergig söderut, men norrut är den kuperad. Runt Beţāher Kolā är det ganska glesbefolkat, med 47 invånare per kvadratkilometer. Närmaste större samhälle är Baladeh, 12,1 km nordost om Beţāher Kolā. Trakten runt Beţāher Kolā består i huvudsak av gräsmarker.